# Haanja högland
Haanja Kõrgustik är kullar i Estland.   De ligger i landskapet Võrumaa, i den sydöstra delen av landet, 230 km sydost om huvudstaden Tallinn. Haanja Kõrgustik ligger vid sjön Noodasjärv.